# Mauvaise foi
Mauvaise foi è un film del 2006 diretto da Roschdy Zem.
La pellicola narra i problemi che una coppia francese, una volta scoperta la gravidanza di lei, affronta per la differente religione: lei è ebrea, lui è musulmano.

## Trama
Dopo una relazione di quattro anni, Clara scopre di essere incinta di Ismaël. I due prendono con gioia la notizia ma immediatamente si rendono conto di dover far fare un salto di qualità alla loro relazione. Dopo aver deciso di andare ad abitare a casa di lui, chiedendo all'amico Milou di fare posto a Clara, si deve affrontare la presentazione dei compagni alle rispettive famiglie. Il problema è che lei è di religione ebrea e lui di religione islamica.
La cena a casa dei Breitman porta in effetti ad una reazione della mamma di Clara che non è positivissima. La cosa finisce per impaurire Ismaël che temporeggia nel presentare la compagna a sua madre. Due persone che non erano assolutamente praticanti si ritrovano inaspettatamente a riscoprire alcune radici che appunto quasi ignoravano, col risultato di creare attriti alla loro relazione impensabili. L'amore tra i due non è mai messo in discussione ma a un certo punto Ismaël solleva la questione che a rovinare tutto sia stata proprio questa gravidanza, rimossa la quale si potrebbe tornare all'idillio precedente. Clara non accetta questa cosa e lo lascia offesa, ma poi comincia ad informarsi in merito ad un possibile aborto.
Lontano da Clara, Ismaël soffre e alla fine dice chiaramente alla madre come stanno le cose, aggiungendo che comunque se nascerà un maschio non si chiamerà Abdulkadir come suo padre secondo la tradizione musulmana. Con grande sorpresa la mamma accetta di buon grado la situazione e allora il figlio si precipita dalla compagna per ricongiungersi ormai senza ostacoli. Clara ha però deciso di abortire e Ismaël per una serie di particolari circostanze, pur facendo tutto il possibile, non riesce ad impedire che l'operazione abbia luogo. In seguito vediamo la coppia felice con due bambine, uscire di casa, lasciando le loro figlie alle cure delle due nonne che, insieme, accudiranno le due nipotine.

## Produzione
Il regista, alla sua opera prima, ha anche scritto la sceneggiatura con Pascal Elbé, mettendo insieme le sue esperienze di vita di musulmano, con quelle dell'amico e cointerprete, ebreo. Alla sceneggiatura ha preso parte anche Agnès de Sacy che ha curato soprattutto il personaggio femminile di Clara. 

## Riconoscimenti
- 2007 - Premio César
  - Candidatura come Migliore opera prima a Roschdy Zem

- 2007 - Étoiles d'Or
  - Miglior attrice a Cécile de France